# コルフ海峡事件
コルフ海峡事件（コルフかいきょうじけん、Corfu Channel Incident）とは、1946年にコルフ海峡で発生した、イギリス海軍の艦艇とアルバニアが関わる3つの別々の事件の総称であり、冷戦の初期のエピソードとされている。第1の事件では、イギリス海軍の艦船がアルバニアの要塞から砲撃を受けた。第2の事件では、イギリス海軍の艦船が機雷に接触した。第3の事件では、イギリス海軍がコルフ海峡で機雷除去作業を行ったが、それがアルバニアの領海内であったため、アルバニアが国連に苦情を申し立てた。
一連の事件は、イギリスがアルバニア人民共和国を相手に国際司法裁判所(ICJ)に提訴した「コルフ海峡事件裁判」につながった。ICJは、アルバニアに対しイギリスへの84万4000ポンドの賠償金の支払いを命じる判決を下した。これは2015年の価値に換算すると3,000万ポンドに相当する。
この事件により、イギリスは1946年にアルバニアとの国交樹立に向けた協議を打ち切った。両国の国交が正常化したのは1991年のことである。

## 歴史
1945年1月12日、アルジェリン級掃海艇「レグルス」(Regulus)がコルフ海峡で触雷し沈没した。

### 第1の事件

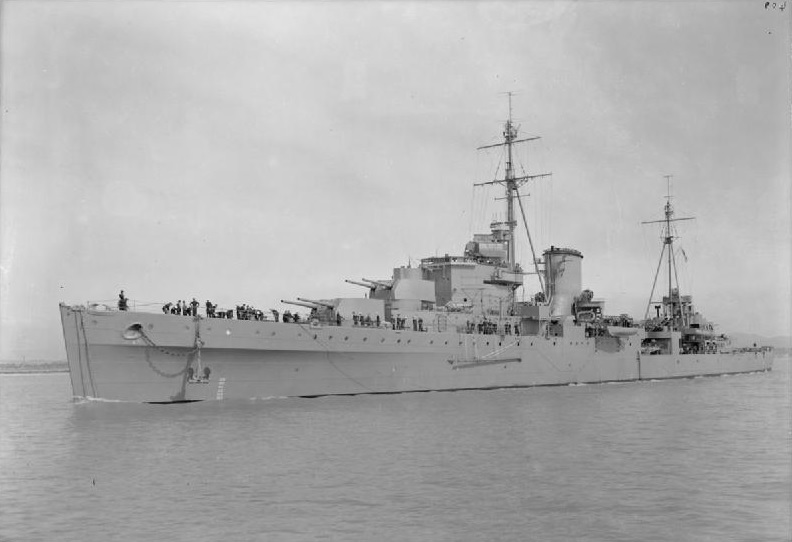
第1の事件で砲撃を受けた艦の1隻である軽巡洋艦「オライオン」

1946年5月15日、イギリス海軍の艦艇、軽巡洋艦「オライオン」「スーパーブ」が、事前検査と掃海を終えたコルフ海峡を横断したとき、第1の事件が起こった。2隻の艦艇は海峡通過中に、沿岸の要塞にいたアルバニア人の砲兵からの砲撃を受けた。砲弾は外れたため、イギリス側はは応戦しなかった。艦船に物的損害はなく、人的被害もなかったが、イギリスは「アルバニア政府からの即時かつ公的な謝罪」を正式に要求した。しかし、アルバニア政府は、謝罪をすることはなく、イギリスの軍艦がアルバニアの領海に侵入したと主張した。アルバニアは、コルフ海峡を通過しようとする全ての船舶に対し事前通告を行うよう警告を発した。イギリス政府は事前通告をしないことを宣言し、イギリスの軍艦が再び発砲された場合は応戦すると脅した。

### 第2の事件

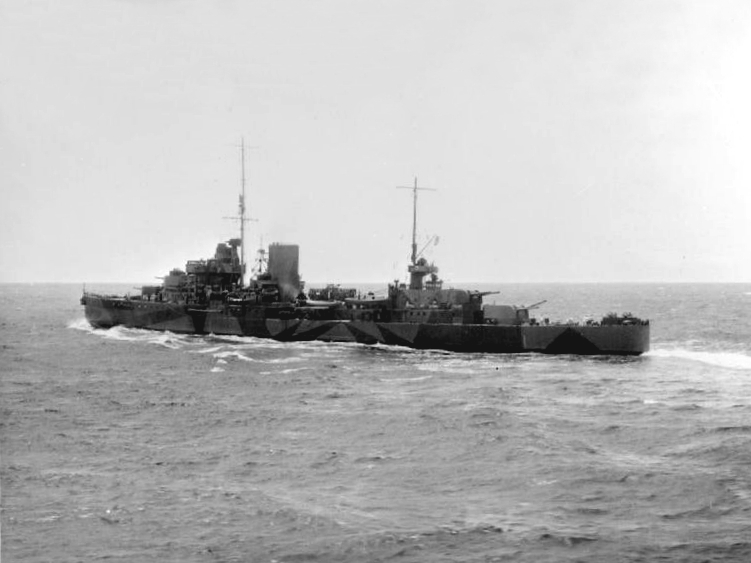
第2の事件の場に居合わせた軽巡洋艦「リアンダー」

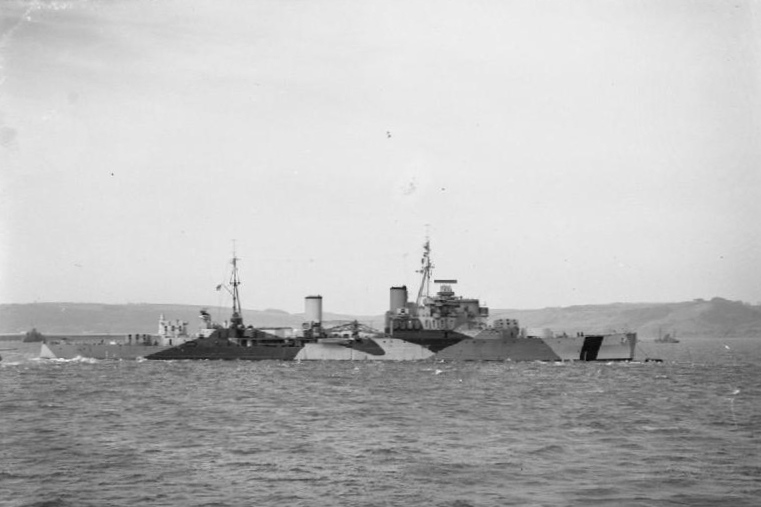
第2の事件の場に居合わせた軽巡洋艦「モーリシャス」

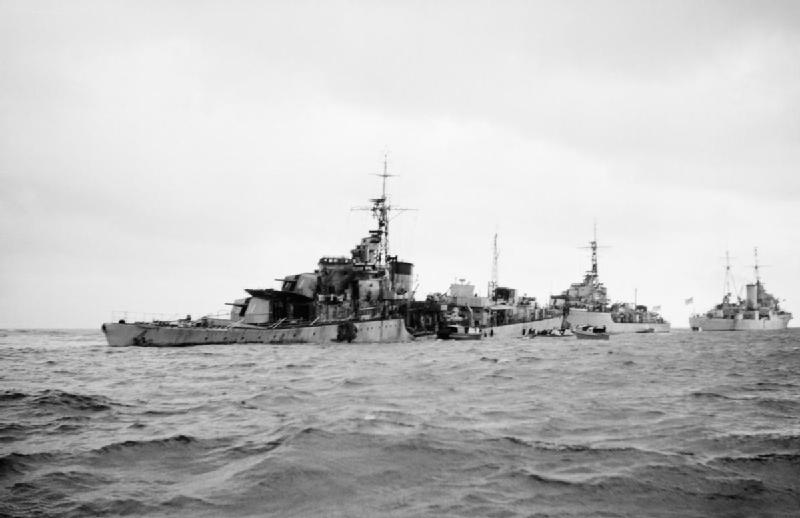
触雷した駆逐艦「ヴォラージ」を曳航する駆逐艦「ソーマレス」（1946年10月）

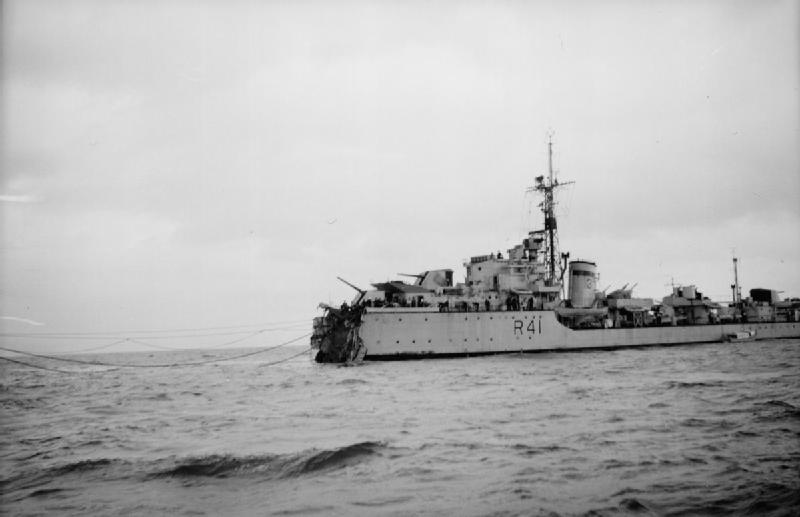
触雷した「ヴォラージ」（1946年10月）

第2の事件はより深刻なものだった。10月22日、軽巡洋艦「モーリシャス」「リアンダー」、駆逐艦「ヴォラージ」「ソーマレス」の4隻で構成されるイギリス海軍の艦隊が、無害通航権に対するアルバニアの反応を試すという明確な命令のもと、コルフ海峡を北上するよう命じられた。乗組員には、攻撃されたら応戦するよう指示されていた。
艦隊は「モーリシャス」を先頭に、「ソーマレス」を従えて、アルバニア沿岸の機雷がない場所と考えられる場所を通過していた。「リアンダー」は「ヴォラージ」と共に、先頭の2隻から約1.3海里離れて航行していた。午後3時前、サランダ湾の近くで「ソーマレス」が触雷し、大きな損傷を受けた。「ヴォラージ」は「ソーマレス」を南のコルフ島の港まで曳航するよう命じられた。
午後4時16分頃、曳航中の「ヴォラージ」も触雷し、大きな損傷を受けた。
両艦とも艦首が完全に吹き飛ばされ、悪天候もあって、艦尾を前にして航行していたため、曳航作業は困難を極めたが、12時間後かけてコルフの港に到着した。この事故で44人が亡くなり、42人が負傷した。
死者のうち32人から43人は「ソーマレス」の乗組員だったと推定されている。「ソーマレス」は修復不可能な損傷を受けたが、「ヴォラージ」は修復可能であった。このときはアルバニアの沿岸砲台は砲撃せず、アルバニア海軍の艦艇がアルバニア国旗と白旗を掲げて現場に接近した。当時のアルバニアには機雷を敷設可能な船舶がなかったため、この機雷は10月20日頃、アルバニアの要請を受けたユーゴスラビアの水雷艇「ムリェット」「メルジン」が敷設したものと見られる。
事件当時のイギリスの年金大臣は、この事故で死亡した者の遺族と障害を負った者に満額の軍人年金を支給した。

### 第3の事件

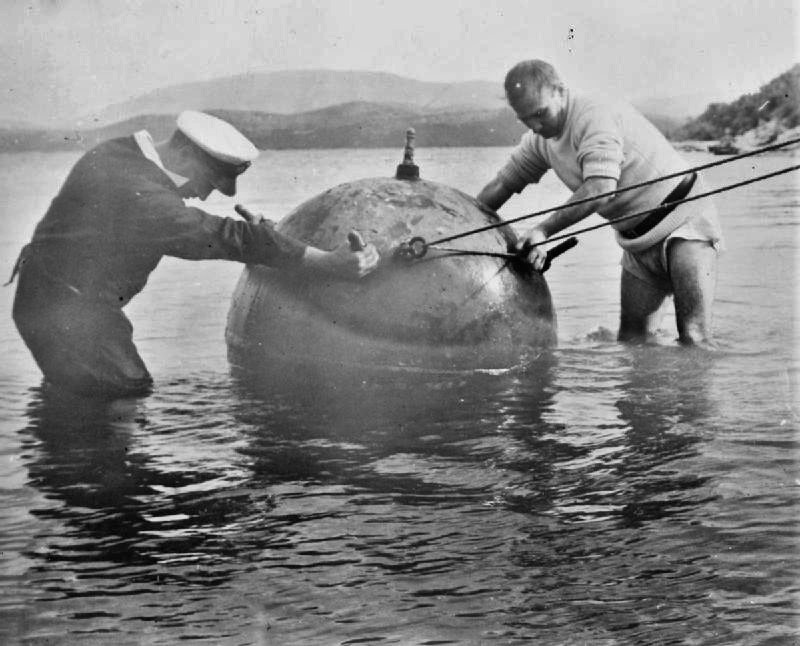
コルフ海峡での掃海作業の様子（1946年12月12日）

第3の事件は、11月12日から13日にかけて、イギリス海軍がコルフ海峡で追加の機雷掃海作戦（コードネーム「リテール作戦」）を実施したときに起こったものである。連合国地中海軍最高司令官の指示のもとで、この機雷掃海作戦はアルバニアの領海内で行われたが、アルバニア政府の許可は得ていなかった。また、イギリスが航行の障害を取り除くことで自衛的に行動していることを証明するための証拠として、発見した機雷を使用するという目的もあった。
また、地中海地帯委員会の招聘で、フランスの海軍士官がオブザーバーとして参加していた。空母「オーシャン」、巡洋艦、その他の軍艦が援護した。22個の接触型機雷が発見され、海底の係留場所から切り離された。機雷の配置は、ランダムなものではなく、意図的に設計されたものであると考えられた。発見された機雷のうち2つが、さらなる調査のためにマルタに送られた。
その結果、機雷はナチス・ドイツ製であることが判明した。錆や海中生物の付着は見られず、塗装は新しく、係留ケーブルは最近潤滑されたばかりだった。このことから、これらの機雷は、2隻の駆逐艦の触雷の少し前に敷設されたものであると結論づけられた。「ヴォラージ」に付着していた機雷片の分析により、機雷がマルタ島のものと類似していることが確認された。
第3の事件の後、アルバニアはエンヴェル・ホッジャ首相の指示で、イギリス海軍がアルバニアの沿岸水域に侵入したことを訴える電報を国連に送った。

## その後
1946年12月9日、イギリスはアルバニア政府に、アルバニアが機雷を敷設したことを非難し、5月と10月の事件に対する賠償を要求する文書を送った。イギリスは14日以内の回答を要求し、アルバニアが賠償金の支払いを拒否した場合には、この問題を国連安全保障理事会に付託することを明記した。イギリスは12月21日にアルバニアの回答を受け取ったが、この中で、アルバニア政府はイギリスの主張を否定した上で、この事件はアルバニアとイギリスの関係正常化を望まない国々の仕業であり、実際に機雷が発見された地域には最近、ギリシャやその他の国の船舶が侵入していたと主張した。
イギリス政府はこの対応に納得しなかった。安保理に付託しようとしたが、安保理は国際司法裁判所(ICJ)への提訴を勧告したため、イギリスはICJに提訴した。これはICJが初めて裁定した事件だった。1949年12月にICJはアルバニア政府に対し、イギリスへの843,947ポンドまたは2,009,437米ドルの賠償を命じた。判決では、アルバニアは、機雷原が自国の海岸に非常に近い場所にあるため、誰が機雷を敷設したかにかかわらず、そのような行動を観察する必要があり、それにも関わらずイギリスに危険を知らせることをしなかったと判断した。また、ICJはイギリスが主張した自衛論を退け、リテール作戦中にイギリス海軍が行った機雷除去作業は、アルバニア政府の事前の同意がない限り違法であると判断した。
アルバニア政府はICJが命じた賠償金の支払いを拒否し、その報復としてイギリス政府は1574キログラムのアルバニア産金塊の返還を差し止めた。この金塊は、第二次世界大戦中に枢軸国がアルバニアから略奪したもので、イングランド銀行の金庫に保管されていたが、1948年に連合国側が回収した後、アメリカ・イギリス・フランスの三者委員会によってアルバニアに返還することが決定していた。
冷戦の終結に伴い、1992年にアルバニア人民社会主義共和国は消滅した。両国の国交は1991年5月29日に樹立した。その直後の1992年5月8日、イギリスとアルバニアは、「1946年10月22日のコルフ海峡事件について双方が遺憾の意を表明した」と連名で発表した。その後、長い交渉の末、1996年にアルバニアが200万米ドルの遅延損害金の支払いに同意したことにより、ようやく金塊がアルバニアに返還された。
エンヴェル・ホッジャはヨシフ・スターリンとの初対面の回想の中で、この事件はイギリスがサランダ付近で海軍の哨戒活動を行うための口実としてでっち上げたものだと主張している。ホッジャは「我々はイオニア海に機雷を仕掛けたことはない。爆発した機雷は、戦時中にドイツ人が敷設したものか、後にイギリスが意図的に敷設したものである」とも書いている。また、この地域にイギリス海軍が存在することを批判し、「これらの船が我々の海岸を航行する理由はなく、そのような動きがあることを我々に通知していなかった」と書いている。ホッジャはこの事件を「わが国に対する前例のない挑発」と表現した。
2009年11月2日、アメリカとアルバニアの研究者チームが、コルフ海峡の水深約50メートルの場所から「ヴォラージ」の艦首部分と思われるものを発見したと発表した。残骸の周辺で発見された食器、靴、弾薬が、これが「ヴォラージ」であるさらなる証拠であると研究者は述べた。2013年5月、考古学雑誌"Archaeology"の沈没船特集の"Righting a Cold War Wrong: Where was HMS Volage?"（冷戦時代の過ちを正す: ヴォラージはどこにあったのか?）という記事で、この事件の新発見について洞察している。アルバニア海洋研究センターのオーロン・ターレ所長は、国立公文書館から事件のフィルムを入手し、事件発生時に「ヴォラージ」が海岸のすぐ近くにあったと主張した。アメリカ海洋大気庁(NOAA)の海洋遺産担当ディレクター、ジェームズ・P・デルガドがこの主張をさらに補強した。デルガドはAP通信に対し、発見された艦首部分の電気配線がヴォラージの仕様と一致していたことから、沈没船はヴォラージのものであると主張していた。デルガドは、艦首部分の食器が無傷のまま積み重ねられていたことから、急速な沈没が起こったことがわかったと述べた。

## 国際法
この事件のICJの判決は、領土主権の侵害が正当な介入であるかどうかについての判例を確立した。イギリスは、1946年11月12日と13日にアルバニアの領海に入り、訴訟の裏付けに必要な証拠を確保したことが正当化されると主張した。ICJはこれに次のように回答した。
当裁判所は、このような防衛策を受け入れることはできない。当裁判所は、疑惑の介入権を、過去に最も深刻な悪用を生んだ力の政策の表れであり、国際組織の現在の欠陥がどうであれ、国際法に位置づけられないものとみなすしかない。介入は、ここで取られるであろう特定の形態では、おそらくさらに認められない。というのも、物事の性質上、介入は最も強力な国家に限られ、国際司法の運営そのものを容易に歪めてしまう可能性があるからである。

イギリスの代理人は答弁書の中で、さらに「リテール作戦」を自己防衛や自助努力の方法に分類している。当裁判所は、この弁明も受け入れることはできない。独立した国家間では、領土主権の尊重は国際関係の不可欠な基盤である。当裁判所は、アルバニア政府が爆発事故後に職務を完全に遂行しなかったことや、外交文書の内容が希薄であったことが、イギリス政府の行動を酌むべき事情であることを認める。しかし、当裁判所がその機関である国際法の尊重を確保するためには、当裁判所はイギリス海軍の行動がアルバニアの主権の侵害を構成することを宣言しなければならない。